# Luis Aizpuru y Mondéjar
Luis Aizpuru y Mondéjar   (Ferrol, 5 de febrer de 1857 - Madrid, 31 de març de 1939) fou un militar i polític espanyol, Ministre de Guerra i Alt Comissari d'Espanya al Marroc.

## Biografia
Ferrolà, nasqué en 1857. En 1874 ingressà en l'Acadèmia d'Infanteria de Toledo i en 1915 fou nomenat Comandant General de Melilla, succeint Francisco Gómez Jordana.
Fou ministre de Guerra entre el 26 de maig i el 15 de setembre de 1923 en dos governs García Prieto, immediatament previs a la dictadura de Primo de Rivera. Ocupà el càrrec d'Alt Comissari d'Espanya al Marroc entre 1923 i 1924.
Va morir a Madrid el 31 de març de 1939.